# Justicia tabascina
Justicia tabascina är en akantusväxtart som beskrevs av T.F. Daniel. Justicia tabascina ingår i släktet Justicia och familjen akantusväxter. Inga underarter finns listade i Catalogue of Life.